# Receptor metabotrópico de glutamato 1
O receptor metabotrópico de glutamato 1 é uma proteína que em seres humanos é codificada pelo gene GRM1.  Os receptores metabotrópicos de glutamato são uma família de receptores acoplados à proteína G.

## Bibligrafia
- Bockaert J, Pin JP (1999). «Molecular tinkering of G protein-coupled receptors: an evolutionary success.». EMBO J. 18 (7): 1723–9. PMC 1171258. PMID 10202136. doi:10.1093/emboj/18.7.1723
- King JE, Eugenin EA, Buckner CM, Berman JW (2006). «HIV tat and neurotoxicity.». Microbes Infect. 8 (5): 1347–57. PMID 16697675. doi:10.1016/j.micinf.2005.11.014
- Desai MA, Burnett JP, Mayne NG, Schoepp DD (1995). «Cloning and expression of a human metabotropic glutamate receptor 1 alpha: enhanced coupling on co-transfection with a glutamate transporter.». Mol. Pharmacol. 48 (4): 648–57. PMID 7476890
- Scherer SW, Duvoisin RM, Kuhn R;  et al. (1997). «Localization of two metabotropic glutamate receptor genes, GRM3 and GRM8, to human chromosome 7q.». Genomics. 31 (2): 230–3. PMID 8824806. doi:10.1006/geno.1996.0036
- Brakeman PR, Lanahan AA, O'Brien R;  et al. (1997). «Homer: a protein that selectively binds metabotropic glutamate receptors.». Nature. 386 (6622): 284–8. PMID 9069287. doi:10.1038/386284a0
- Stephan D, Bon C, Holzwarth JA;  et al. (1997). «Human metabotropic glutamate receptor 1: mRNA distribution, chromosome localization and functional expression of two splice variants.». Neuropharmacology. 35 (12): 1649–60. PMID 9076744. doi:10.1016/S0028-3908(96)00108-6
- Makoff AJ, Phillips T, Pilling C, Emson P (1997). «Expression of a novel splice variant of human mGluR1 in the cerebellum.». Neuroreport. 8 (13): 2943–7. PMID 9376535. doi:10.1097/00001756-199709080-00027
- Francesconi A, Duvoisin RM (1998). «Role of the second and third intracellular loops of metabotropic glutamate receptors in mediating dual signal transduction activation.». J. Biol. Chem. 273 (10): 5615–24. PMID 9488690. doi:10.1074/jbc.273.10.5615
- Okamoto T, Sekiyama N, Otsu M;  et al. (1998). «Expression and purification of the extracellular ligand binding region of metabotropic glutamate receptor subtype 1.». J. Biol. Chem. 273 (21): 13089–96. PMID 9582347. doi:10.1074/jbc.273.21.13089
- Snow BE, Hall RA, Krumins AM;  et al. (1998). «GTPase activating specificity of RGS12 and binding specificity of an alternatively spliced PDZ (PSD-95/Dlg/ZO-1) domain.». J. Biol. Chem. 273 (28): 17749–55. PMID 9651375. doi:10.1074/jbc.273.28.17749
- Xiao B, Tu JC, Petralia RS;  et al. (1998). «Homer regulates the association of group 1 metabotropic glutamate receptors with multivalent complexes of homer-related, synaptic proteins.». Neuron. 21 (4): 707–16. PMID 9808458. doi:10.1016/S0896-6273(00)80588-7
- Tu JC, Xiao B, Yuan JP;  et al. (1998). «Homer binds a novel proline-rich motif and links group 1 metabotropic glutamate receptors with IP3 receptors.». Neuron. 21 (4): 717–26. PMID 9808459. doi:10.1016/S0896-6273(00)80589-9
- Ciruela F, Robbins MJ, Willis AC, McIlhinney RA (1999). «Interactions of the C terminus of metabotropic glutamate receptor type 1alpha with rat brain proteins: evidence for a direct interaction with tubulin.». J. Neurochem. 72 (1): 346–54. PMID 9886087. doi:10.1046/j.1471-4159.1999.0720346.x
- Robbins MJ, Ciruela F, Rhodes A, McIlhinney RA (1999). «Characterization of the dimerization of metabotropic glutamate receptors using an N-terminal truncation of mGluR1alpha.». J. Neurochem. 72 (6): 2539–47. PMID 10349865. doi:10.1046/j.1471-4159.1999.0722539.x
- Mody N, Hermans E, Nahorski SR, Challiss RA (1999). «Inhibition of N-linked glycosylation of the human type 1alpha metabotropic glutamate receptor by tunicamycin: effects on cell-surface receptor expression and function.». Neuropharmacology. 38 (10): 1485–92. PMID 10530810. doi:10.1016/S0028-3908(99)00099-4
- Francesconi A, Duvoisin RM (2000). «Opposing effects of protein kinase C and protein kinase A on metabotropic glutamate receptor signaling: selective desensitization of the inositol trisphosphate/Ca2+ pathway by phosphorylation of the receptor-G protein-coupling domain.». Proc. Natl. Acad. Sci. U.S.A. 97 (11): 6185–90. PMC 18579. PMID 10823959. doi:10.1073/pnas.97.11.6185
- Ganesh S, Amano K, Yamakawa K (2000). «Assignment of the gene GRM1 coding for metabotropic glutamate receptor 1 to human chromosome band 6q24 by in situ hybridization.». Cytogenet. Cell Genet. 88 (3-4): 314–5. PMID 10828618. doi:10.1159/000015517
- Ray K, Hauschild BC (2000). «Cys-140 is critical for metabotropic glutamate receptor-1 dimerization.». J. Biol. Chem. 275 (44): 34245–51. PMID 10945991. doi:10.1074/jbc.M005581200
- Hartley JL, Temple GF, Brasch MA (2001). «DNA cloning using in vitro site-specific recombination.». Genome Res. 10 (11): 1788–95. PMC 310948. PMID 11076863. doi:10.1101/gr.143000